# Križevniška ulica
Križevniška ulica je kratka ulica v starem mestnem jedru Ljubljane. Ulica leži na zahodni strani Ljubljanice. Povezuje stavbo nekdanjega ljubljanskega samostana, Križanke, z bregom Ljubljanice.

## Zgodba
Ulica je z današnjim poimenovanjem poznana že pred letom 1826.

## Lega
Cesta poteka od križišča Križevniške soteske in Gosposke ulice proti vzhodu do Brega.

## Pomembnejše zgradbe in objekti
- Križanke
- Mini teater Ljubljana[2]
- Sinagoga in Judovski kulturni dom Ljubljana[3]
- Kamni spotike (hišni številki 5 in 7)